# Matanza de Cañada de Gómez
Se conoce como la matanza de Cañada de Gómez ―para otros historiadores también como batalla de Cañada de Gómez― a la incursión sorpresiva de tropas del ejército del Estado de Buenos Aires sobre unidades del ejército de la Confederación Argentina acantonadas en la zona de la localidad de Cañada de Gómez (provincia de Santa Fe), el 22 de noviembre de 1861.

## Antecedentes
La batalla de Pavón, librada el 17 de septiembre de 1861, había marcado una victoria en el campo de batalla del ejército de la Confederación Argentina, pero una retirada de Urquiza que permitió al derrotado ejército del Estado de Buenos Aires, comandado por Mitre, que había retirado sus tropas hacia San Nicolás, rearmar sus fuerzas y avanzar sobre tierras santafesinas.
El avance mitrista comenzó más de 40 días después de Pavón. Las tropas del ejército de Buenos Aires comenzaron a moverse hacia Rosario limpiando la zona de todo hombre con edad de combatir.

## La matanza
Mientras el general Mitre se internaba en la provincia de Santa Fe, el grueso del ejército confederado se encontraba al mando de Benjamín Virasoro en las proximidades de Cañada de Gómez, esperando un regreso de Urquiza que nunca llegaría.
Sobre la noche del 22 de noviembre de 1861, mientras las guarniciones federales dormían, las legiones del ejército unitario comandadas por Venancio Flores realizaron un ataque sorpresivo pasando a degüello a más 300 hombres.
Sobre los hechos, Juan Andrés Gelly y Obes ―ministro de Guerra del general Mitre― le informó al gobernador delegado Manuel Ocampo:

El suceso de la Cañada de Gómez es uno de esos hechos de armas que aterrorizan al vencedor… esto es lo que le pasa al general Flores, y es por ello que no quiere decir detalladamente lo que ha pasado. Hay más de 300 muertos, mientras que por nuestra parte sólo hemos tenido dos muertos… Este suceso es la segunda edición de [la matanza de] Villamayor, corregida y aumentada… Para disimular más la operación confiada al general Flores se le hizo incorporar toda la fuerza de caballería de la División de Córdoba enemiga.
Juan Andrés Gelly

Los que no sucumbieron durante esa noche fueron incorporados al ejército mitrista, pero desertaron en la primera ocasión. Por lo tanto en adelante ya no habría más incorporaciones forzosas, sino que todos los prisioneros federales serían degollados.

## Algunos de los que salvaron sus vidas
Entre los federales que salvaron su vida el día de la matanza se encontraban:
- José Hernández (1834-1886), que sería el autor del Martín Fierro (1872).
- Rafael Hérnández (1840-1903), quien sería fundador de la Universidad Nacional de La Plata (1889).
- Leandro N. Alem (1842-1896), quien fundaría la Unión Cívica Radical (1891)[6]

## Algunos de los que murieron degollados
Entre las víctimas pasadas a deguello se encontraban:
- Coronel del ejército de la confederación José María Pita (1808-1861).
- y el Mayor Chirino